# روبرت ويلسون (لاعب كرة قدم)
روبرت ويلسون (بالإنجليزية: Robert Wilson)‏ (5 يونيو 1961 بلندن في المملكة المتحدة - ) هو لاعب كرة قدم بريطاني في مركز الوسط. لعب مع نادي روذرهام يونايتد ونادي فارنبوروه ونادي فولهام ونادي لوتون تاون ونادي ميلوول وهدرسفيلد تاون.

## وصلات خارجية
- روبرت ويلسون على موقع قاعدة بيانات كرة القدم.إي يو (الإنجليزية)